# Berthe Roten-Calpini
Pour les articles homonymes, voir Roten et Calpini (homonymie).
Berthe Roten-Calpini, née en 1873 à Sion et morte en 1962 dans cette même ville, est une peintre valaisanne,.

## Biographie
Durant son enfance Berthe Calpini peint et dessine et, dès 17 ans, peint des paysages. Elle est marquée par sa rencontre avec Raphaël Ritz qui l'invite plusieurs fois à Sion, dans son atelier. Elle fait ensuite la connaissance à Genève d'Albert Gos, qui lui donne quelques cours de peinture et avec lequel elle reste en contact tout au long de sa vie. Les deux peintres la poussent à étudier la nature, l'encouragent à se fier à son talent et à développer son propre style.
Elle se marie en 1901 à Germain Roten, un professeur qu'elle suit à Nuremberg en Allemagne. Elle continue alors à peindre sur son temps libre. En 1917, la famille rentre à Sion où son mari a accepté une place d'enseignant dans le collège de la ville. Elle va alors souvent passer l'été à Savièse, nouant des contacts avec les nombreux artistes qui s'y sont installés. Elle y retrouve une lumière particulière qu'elle laisse transparaître dans ses œuvres. Elle peint alors des paysages de la région mais aussi d'autres endroits du Valais : à Findelen près de Zermatt, à Saas-Fee, au Lötschental ou au val d'Anniviers. Elle appartient aux artistes rattachées au "phénomène de l'École de Savièse".

## Expositions
Elle expose ses toiles à Genève, Grenoble et Zurich. Elle fait cadeau au pape Pie XI d'une toile représentant le Cervin, ce dernier lui écrivant en retour une élogieuse lettre de remerciement.
En 1961, la Société suisse des femmes peintres, sculptrices et décoratrices des cantons de Vaud, du Valais et de Fribourg organise à Sion une exposition de "150 peintures, dessins, gravures, sculptures, objets décoratifs". Une salle y est entièrement consacrée à Berthe Roten-Calpini qui a dédié sa vie à la peinture.
Ses œuvres sont exposées au Manoir de Martigny en même temps que celles des peintres de l'école de Savièse, en 1974. En 2015, la commune de Savièse expose la collection communale qui comprend de nombreuses œuvres de Berthe-Roten-Calpini. Cette dernière est également associée à la quête du Paradis perdu, un paradis alpestre mis en scène dans l'exposition « Les couleurs du Paradis perdu », présentée à la médiathèque de Martigny en 2016. En 2018, certaines œuvres de Berthe Roten-Calpini sont présentées au Musée alpin suisse de Berne dans l'exposition consacrée à "La beauté des montagnes. Une question de point de vue".